# Gurugram
Gurugram (hindsky गुरुग्राम, do dubna 2016 Gurgáon, गुड़गाँव) je město v Harijáně, jednom ze svazových států Indie. Je satelitním městem velkoměsta Dillí a k roku 2011 v něm žilo přibližně 876 tisíc obyvatel a bylo správním střediskem svého okresu.

## Poloha a doprava
Gurugram leží přibližně třicet kilometrů jihozápadně od centra Dillí. S Dillí jej spojuje jedna z tratí metra v Dillí. Zároveň má Gurugram dobré spojení na mezinárodní letiště Indiry Gándhíové, které leží na trase mezi Gurugram a centrem Dillí.